# بارغي
بارغي هي كومونا في مقاطعة بريشيا في لومباردي.